# Adolf Glaßbrenner
Georg Adolf Glaßbrenner (27 mars 1810 à Berlin - 25 septembre 1876 à Berlin), est un écrivain satirique et journaliste prussien.

## Œuvres
- Berlin wie es ist und – trinkt. 30 Hefte, 1832–1850
- Aus den Papieren eines Hingerichteten, 1834
- Bilder und Träume aus Wien, 1836
- Deutsches Liederbuch, 1837
- Buntes Berlin. 14 Hefte, 1837–1853
- Aus dem Leben eines Gespenstes, 1838
- Berliner Erzählungen und Lebensbilder, 1838
- Herr Buffey in der Berliner Kunstausstellung, 4 Bde., 1838/39
- Die Berliner Gewerbe-Ausstellung, 1844
- Verbotene Lieder, (Gedichte), 1844
- Neuer Reineke Fuchs, 1846
- Komischer Volkskalender, 1846–1867
- März-Almanach, 1849
- Kaspar der Mensch, 1850 (Komödie)
- Lachende Kinder, 1850
- Lustige Fibel, 1850
- Die Insel Marzipan, 1851 (Ein 5 Abend-Märchen)
- Komische Tausend und Eine Nacht, 1854
- Sprechende Thiere, 1854
- Die verkehrte Welt, 1855 (Gedicht)
- Humoristische Plauderstunden, 1855
- Rindviecher, Bauchredner und Großherzöge. Berichte aus der Residenz Neustrelitz 1840-1848/49